# Ordine di Nullificazione
L'Ordine di Nullificazione (Ordinance of Nullification), promulgato dallo Stato della Carolina del Sud, rese nulle e non valide, all'interno dei confini dello Stato, due leggi sui dazi protezionisti, la prima approvata dal Congresso statunitense il 19 maggio 1828, mirante a proteggere l'industria del Nord del Paese, e la seconda del 1832, approvata con gli stessi fini il 14 luglio del 1832 e in gran parte redatta dall'ex presidente John Quincy Adams, per rimediare ai conflitti scatenati dalla legge del 1828.
L'Ordine di Nullificazione diede il via alla crisi della Nullificazione: dopo l'approvazione il 24 novembre 1832 della Nullification Ordinance, il 10 dicembre il presidente degli Stati Uniti Andrew Jackson emise un proclama contro la Carolina del Sud, accompagnato dall'invio di una flotta navale e dalla minaccia di intervento di truppe di terra per far applicare le leggi sui dazi.
Di fronte alla minaccia militare e a seguito di un provvedimento del Congresso che rivedeva i livelli dei dazi, la Carolina del Sud ritirò l'ordine di nullificazione.
La crisi mostrò le profonde differenze tra le diverse regioni dell'Unione e fu vista come un importante antecedente della successiva guerra di secessione americana.